# General Nutrition Centers
General Nutrition Center ou GNC é um laboratório de multivitamínicos e suplementos  com sua sede nos Estados Unidos, Pittsburgh, Pensilvânia. Foi fundado em 1935, em 2005 teve um receita de $1,3 bilhão de dólares e em 2008 $1,7 bilhão. A empresa centrou-se em produtos relacionados com a nutrição em geral, vitaminas, suplementos minerais, ervas, nutrição esportiva, dietas e produtos energéticos.